# Constitutio de feudis
De constitutio de feudis (ook edictum de beneficiis regni Italici) was een wet die op 28 mei 1037 door keizer Koenraad II in Cremona werd uitgevaardigd. Hiermee werd de erfelijkheid van lagere leenmannen in Italië vastgelegd.
Met de toezegging dat het ambt van graaf erfelijk was, wilde Karel zijn graven aanmoedigen hem te vergezellen naar Italië; mochten zij sneuvelen, dan bleef het ambt binnen de familie.
De constitutio werd uitgevaardig vanwege de tweede tocht van de keizer naar Italië. In Lombardije werd zijn gezag betwist door de aartsbisschop van Milaan, Aribert, en andere hoge edelen, de zogenaamde capitani. Aribert maakte daarbij gebruik van de onvrede over Koenraads bestuur, waarbij Duitse bisschoppen werden aangesteld in Lombardije. Aribert ondervond op zijn beurt tegenstand van de vavassors, achterleenmannen, die zich verbonden met Koenraad om hun belangen te verdedigen. Zij wisten bij Milaan een overwinning te behalen op Aribert. In deze situatie verscheen Koenraad in Italië en hield in Pavia een hofdag, waar hij Aribert in hechtenis liet nemen. Toen deze echter op de vlucht sloeg, werd deze als held gevierd en moest Koenraad naar andere middelen zoeken om zijn tegenstander aan te pakken. Om de vavassors voor zich te winnen, vaardigde hij de constitutio de feudis uit.
Volgens deze zou geen vazal zijn leen verliezen, afgezien van een wettelijk oordeel door zijn standgenoten. Elk leen, of het van een hoge dan wel lage edele was, zou voortaan erfelijk zijn. Dit gold sinds de Capitulare van Quierzy, die in 877 door keizer Karel de Kale werd uitgevaardigd, slechts voorbehouden aan de hoge adel.
Hierdoor kon de strijd in Noord-Italië voorlopig beëindigd worden en kon Koenraad doortrekken naar het zuiden. Op de lange termijn werd de strijd om het rijksgezag hierdoor echter niet opgelost, wat tot in de Nieuwe Tijd aanleiding tot conflicten gaf.